# Gobierno de Gales
El Gobierno de Gales (Welsh Government en inglés, Llywodraeth Cymru en galés) es el órgano superior colegiado que dirige la política y la Administración de Gales, y es, asimismo, el titular de la función ejecutiva y de la potestad reglamentaria descentralizada del Reino Unido.
Inicialmente fue creado en 1999 como Comité Ejecutivo de la Asamblea Nacional de Gales. Desde 2006 constituye un órgano ejecutivo independiente responsable delante el parlamento Galés.

## Composición
El Gobierno está compuesta por un Ministro Principal de Gales (First Minister for Wales, FM) y un máximo de 12 ministros.

### Gobierno actual
| Ministro Principal                                              |  | Carwyn Jones     |
| Ministro des Finanzas y Líder de la Cámara de Diputados         |  | Jane Hutt        |
| Ministro de Industria, de Empresas, de Tecnología y de Ciencias |  | Edwina Hart      |
| Ministro de Educación y Formación                               |  | Leighton Andrews |
| Ministro de medio Ambiente y desarrollo Sostenible              |  | John Griffiths   |
| Ministro de Sanidad y Servicios Sociales                        |  | Lesley Griffiths |
| Ministro de Urbanización, de Regeneración y del Patrimonio      |  | Huw Lewis        |
| Ministro del Gobierno Local y de las Comunidades                |  | Carl Sargeant    |
| Asisten en las reuniones del Gabinete                           |  |                  |
| Whip (Coordinador del Grupo parlamentario)                      |  | Janice Gregory   |
| Fiscal general de Gales                                         |  | Theodore Huckle  |

## Gobiernos anteriores
Gobierno de la primera asamblea nacional
- 1999-2000 : FM Alun Michael (Labour)
- 2000-2003 : FM Rhodri Morgan (Labour), Viceministro principal Mike German (Liberal democrat)

Gobierno de la segunda asamblea nacional
- 2003-2007 : FM Rhodri Morgan (Labour)

Gobierno de la tercera asamblea nacional
- 2007 : FM Rhodri Morgan (Labour)
- 2007-2009 : FM Rhodri Morgan (Labour), Viceministro principal Ieuan Wyn Jones (Plaid Cymru)
- 2009-2018 : FM Carwyn Jones (Labour), Viceministro principal Ieuan Wyn Jones (Plaid Cymru)

Gobierno de la cuarta asamblea nacional
- 2018- : FM Mark Drakeford (Labour)